# Hippolyte Herbet
Pour les articles homonymes, voir Herbet (homonymie).
Hippolyte Herbet, né le 27 août 1846 à Pont-de-Vaux (Ain) et mort le 7 août 1903 à Paris, est un homme politique français.

## Biographie
Médecin, il est maire de Pont-de-Vaux et conseiller général. Il est député de l'Ain de 1889 à 1903, et démissionne alors de son mandat de maire. Il siège au groupe de la Gauche radicale, à celui de l'Union progressiste, puis à celui de l'Union démocratique et est questeur de la Chambre en 1902-1903.

## Source
- « Hippolyte Herbet », dans le Dictionnaire des parlementaires français (1889-1940), sous la direction de Jean Jolly, PUF, 1960 [détail de l’édition]